# Yaesu (marka)
Yaesu – międzynarodowa marka urządzeń radiowych nadawczo-odbiorczych (transceiverów) oraz osprzętu. Wytwarza radiowy sprzęt łączności dla służb profesjonalnych (lotnicze, morskie, lądowe) oraz amatorski głównie dla krótkofalowców, jak również PMR. 

## Historia
Firma założona została jako Yaesu Musen Co., Ltd. (jap. 八重洲無線株式会社 Yaesu Musen Kabushiki-gaisha) w roku 1959 przez Sako Hasegawa w Yaesu w sąsiedztwie Tokio. Początkowo koncentrowała się na produkcji profesjonalnych i amatorskich urządzeń nadawczo-odbiorczych, zdobywając uznanie na całym świecie.
W roku 2000 firma zmieniła nazwę na Vertex Standard Co., Ltd. (jap. 株式会社バーテックススタンダード Kabushiki-gaisha Bātekkusu Sutandādo), kontynuując produkcję sprzętu dla radioamatorów oraz urządzeń dla profesjonalnych służb łączności.
W 2007 roku Motorola oznajmiła swoje zamiary wykupienia 80% akcji Vertex Standard i przekształcenie go w joint venture z Tokogiken, który miał otrzymać pozostałe 20%. Transformacja zakończona została w styczniu 2008.
W 2012 roku Yaesu wróciło do samodzielnego działania jako Yaesu Musen Co., Ltd., koncentrując się na rynku radioamatorskim. Produkty przeznaczone dla sektora profesjonalnego zostały natomiast przejęte przez Motorola Solutions i kontynuowane pod marką Vertex Standard.

## Technologie i innowacje
Yaesu w swoich urządzeniach wdraża nowoczesne rozwiązania technologiczne. Przykłady technologii stosowanych w sprzęcie tej marki:
- System Fusion – cyfrowy system łączności oparty na modulacji C4FM, umożliwiający zarówno transmisję cyfrową, jak i analogową FM.
- WIRES-X – internetowy system łączności pozwalający na połączenie sieci lokalnych przez serwery VoIP.
- FTDX Series – zaawansowane transceivery krótkofalarskie o wysokiej czułości i dynamicznym zakresie odbiornika.
- ATAS (Active Tuning Antenna System) – automatyczny system dostrajania anten stosowany w urządzeniach mobilnych.

## Niektóre modele Yaesu

### Przenośne/ręczne
- FT-50
- FT-60
- FT-250R
- FT-270R
- VX-2
- VX-3
- VX-6
- VX-7
- VX-8 – model wprowadzony na przełomie 2008/2009. Ma wbudowany APRS
- FT-411
- FT-5DR – cyfrowo-analogowy transceiver z obsługą C4FM System Fusion i GPS.
- FT-3DR – ręczna radiostacja z dotykowym ekranem i obsługą WIRES-X.

### Przewoźno-stacjonarne
- FT-90
- FT-100
- FT-847
- FT-817
- FT-818 – zmodernizowana wersja FT-817 z większą pojemnością akumulatora *
- FT-857
- FT-897
- FT-1802
- FT-2800
- FT-7800
- FT-8800
- FT-8900
- FTM-10E
- FTM-300DR – mobilny transceiver z obsługą System Fusion i WIRES-X *
- FTM-500DR – zaawansowany model z lepszym DSP i rozbudowanym interfejsem użytkownika *

### Stacjonarne
- FT-757 GX
- FT-767 GX
- FT-736 R
- FT-450
- FT-950
- FT-1000
- FT-2000
- FT-9000
- FTDX-1200
- FTDX-3000
- FT-891
- FT-991
- FT-991A
- FTDX-101D – nowoczesny transceiver SDR z odbiornikiem o wysokim zakresie dynamiki *
- FTDX-10 – mniejsza wersja FTDX-101D, oferująca zaawansowane funkcje DSP *

### Odbiorniki komunikacyjne
- FRG-7  (1976-1980)
- FRG-100
- FRG-7000
- FRG-7700
- FRG-8800
- VR-5000
- VR-160 – przenośny odbiornik szerokopasmowy *

## Galeria

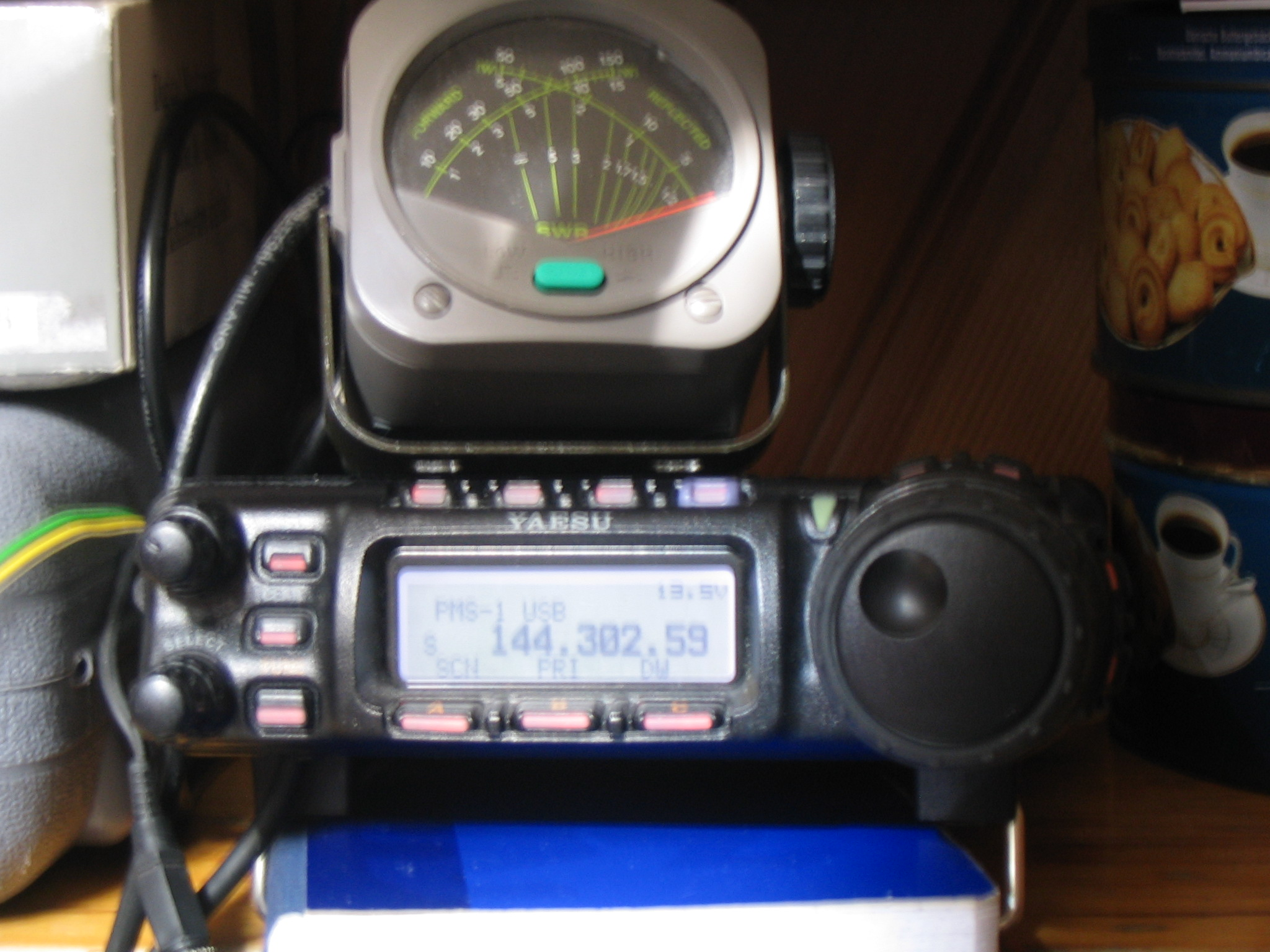
Yaesu FT-857D transceiver HF/VHF/UHF
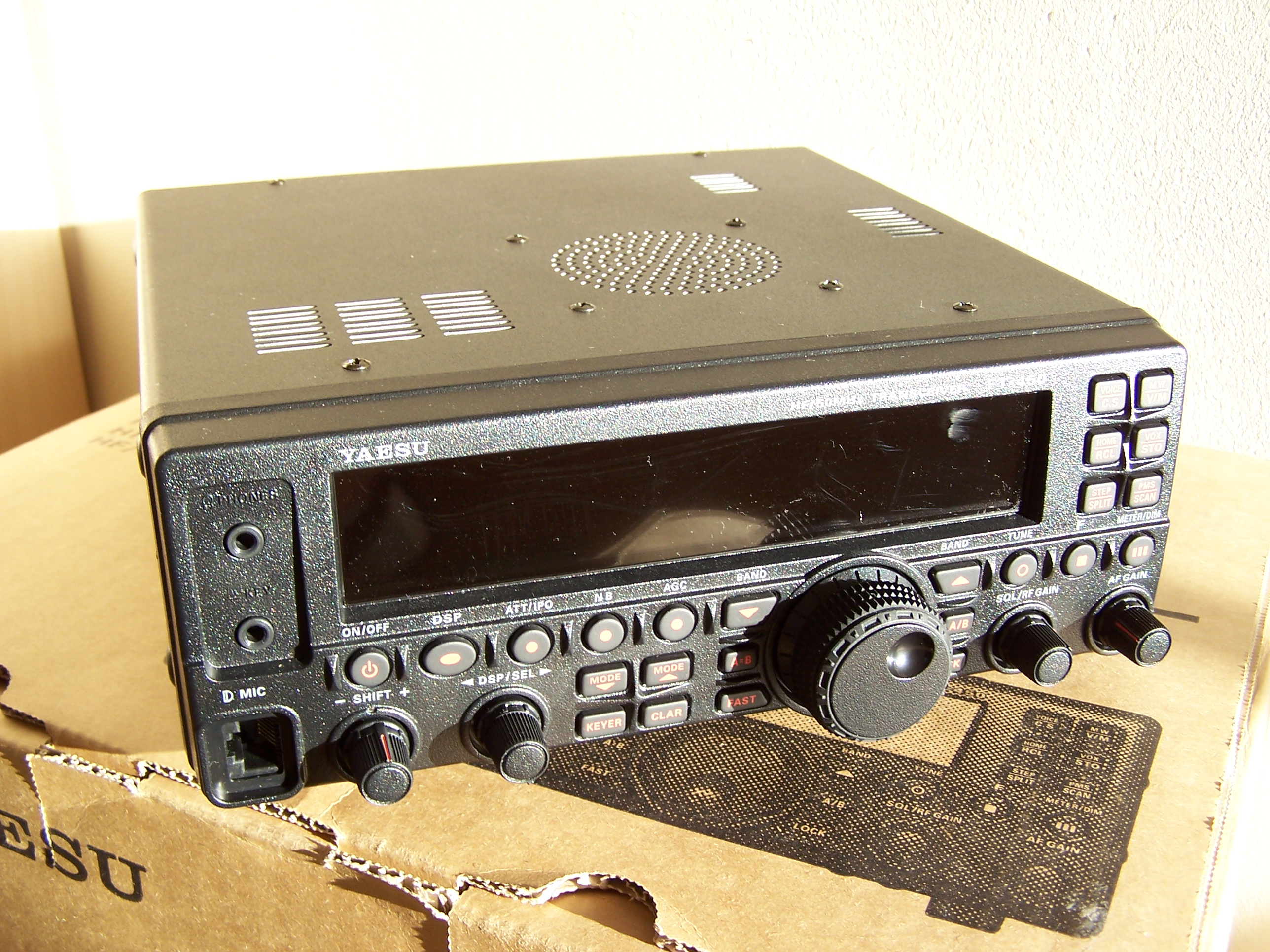
Yaesu FT-450 transceiver HF/VHF
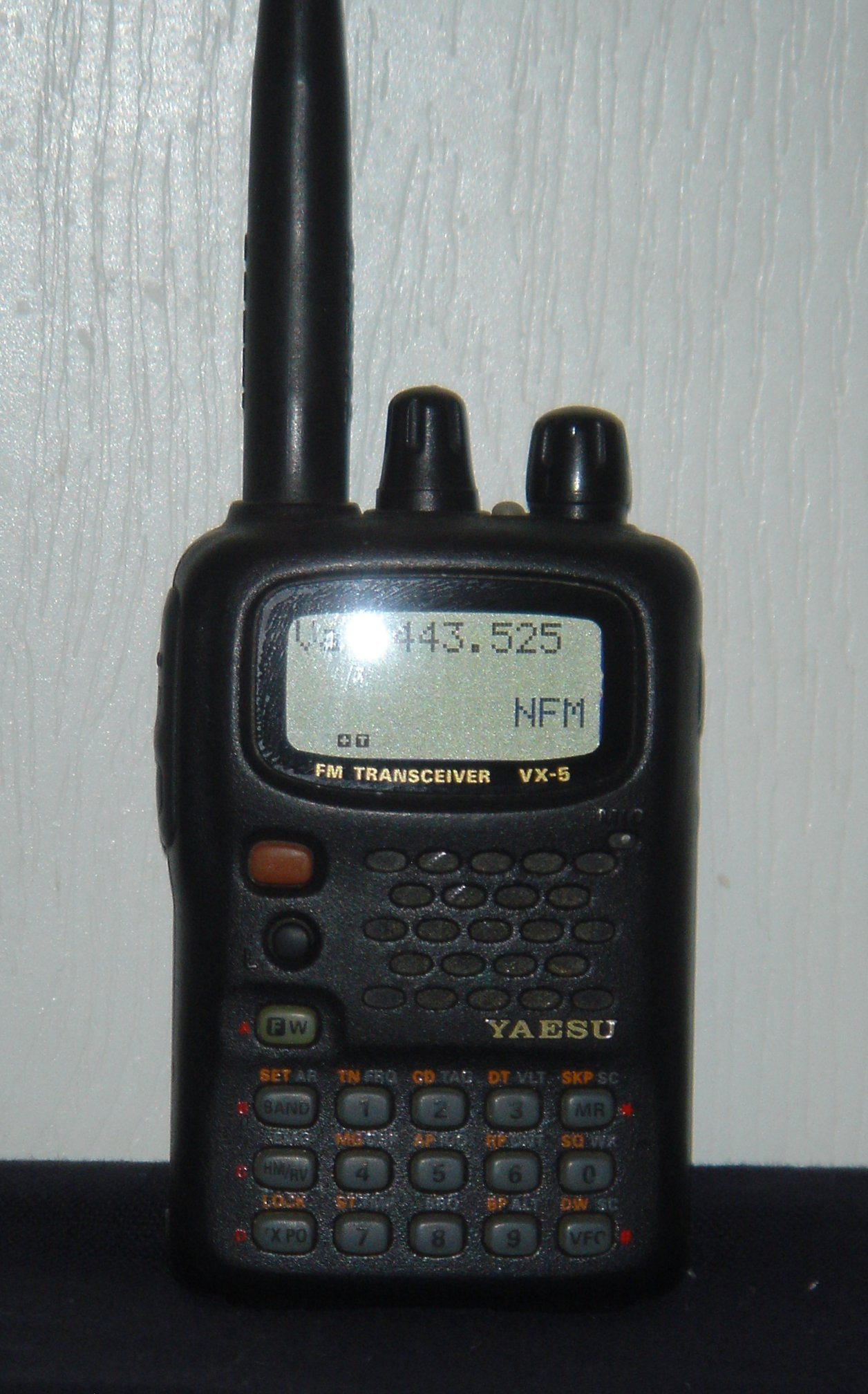
Yaesu VX-5R transceiver VHF/UHF
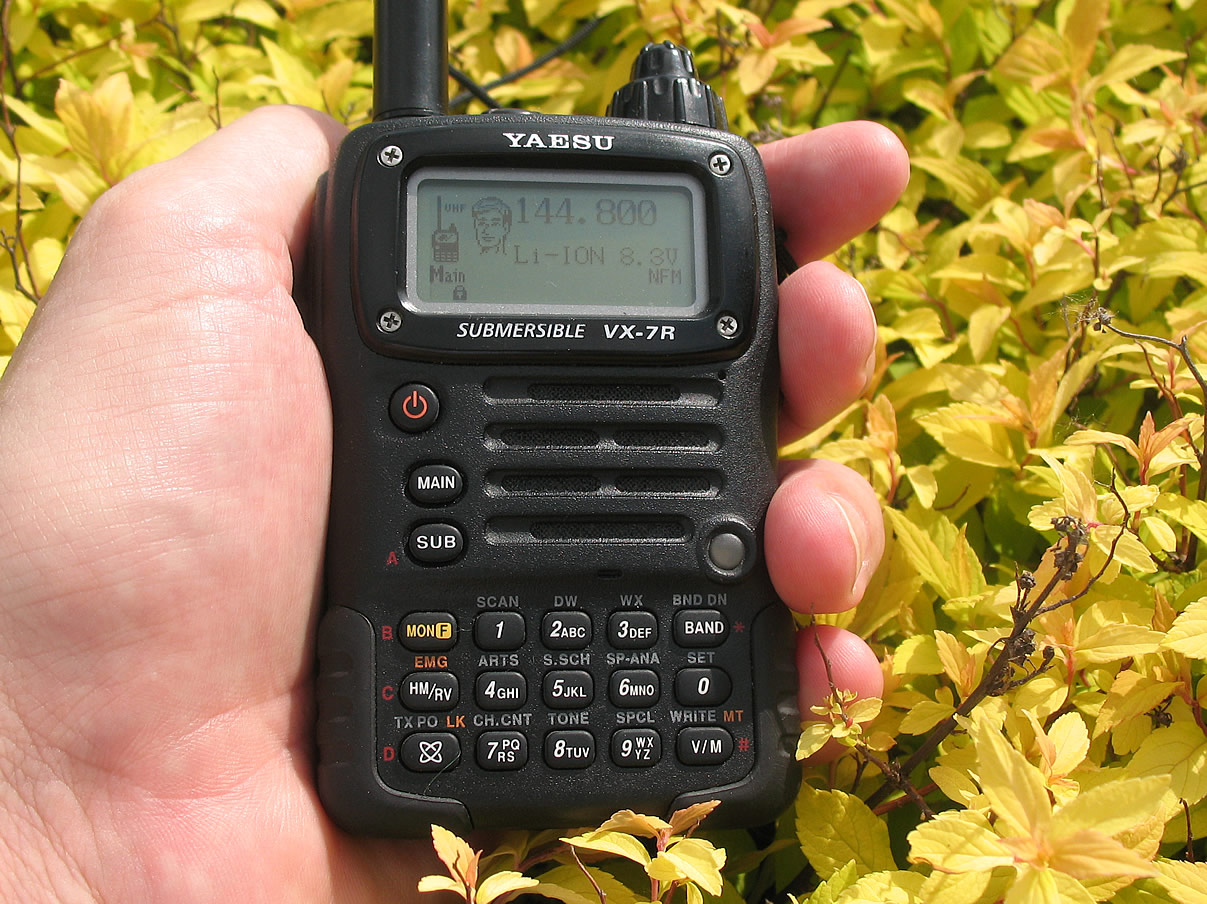
Yaesu VX-7R transceiver VHF/UHF
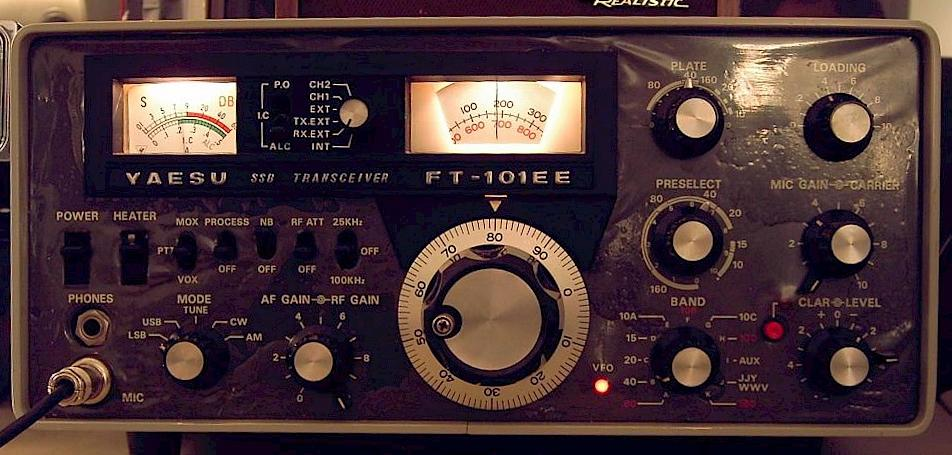
Yaesu FT-101EE transceiver HF